# Relació energia-moment

Triangle d'Einstein

En física, la relació energia-moment, o relació de dispersió relativista, és l'equació relativista que relaciona l'energia total (que també s'anomena energia relativista ) amb la massa invariant (que també s'anomena massa en repòs) i la quantitat de moviment. És l'extensió de l'equivalència massa-energia per a cossos o sistemes amb moment diferent de zero. Es pot escriure com la següent equació (1):
{\displaystyle E^{2}=m^{2}c^{4}+p^{2}c^{2}.}
Aquesta equació val per a un cos o sistema, com una o més partícules, amb energia total E, massa invariant m0 i moment de magnitud p; la constant c és la velocitat de la llum. Assumeix el cas de la relativitat especial de l'espai-temps pla i que les partícules són lliures. L'energia total és la suma de l'energia en repòs i l'energia cinètica, mentre que la massa invariant és la massa mesurada en un marc del centre del moment.
Per a cossos o sistemes amb moment zero, es simplifica a l'equació massa-energia {\displaystyle E=m_{0}{\textrm {c}}^{2}}, on l'energia total en aquest cas és igual a l'energia en repòs (també escrita com a E0).
El model del mar de Dirac, que es va utilitzar per predir l'existència d'antimatèria, està estretament relacionat amb la relació energia-impuls.

## Connexió aE=mc2
La relació energia-moment és coherent amb la familiar relació massa-energia en ambdues interpretacions: E = mc2 relaciona l'energia total E amb la massa relativista (total) m (denotada alternativament mrel o mtot), mentre que E0 = m0c2 relaciona l'energia en repòs E0 amb la massa en repòs (invariant) m0.
A diferència de qualsevol d'aquestes equacions, l'equació energia-impuls (1) relaciona l'energia total amb la massa en repòs m0. Les tres equacions són certes simultàniament.

## Casos especials
1. Si el cos és una partícula sense massa (m0 = 0), aleshores (1) es redueix a E = pc. Per als fotons, aquesta és la relació, descoberta a l'electromagnetisme clàssic del segle XIX, entre el moment radiant (que provoca la pressió de radiació) i l'energia radiant.
2. Si la velocitat del cos v és molt menor que c, aleshores ( ) es redueix a E = 1/2m0v2 + m0c2, és a dir, l'energia total del cos és simplement la seva energia cinètica clàssica (1/2m0v2) més la seva energia en repòs.
3. Si el cos està en repòs (v = 0), és a dir, en el seu marc del centre del moment (p = 0), tenim E = E0 i m = m0; així, la relació energia-impuls i les dues formes de la relació massa-energia (esmentada anteriorment) esdevenen totes iguals.

La massa invariant (o massa en repòs) és una invariant per a tots els marcs de referència (d'aquí el nom), no només en els fotogrames inercials en l'espai-temps pla, sinó també en els fotogrames accelerats que viatgen per l'espai-temps corbat.